# 22 ноември
22 ноември е 326-ият ден в годината според григорианския календар (327-и през високосна). Остават 39 дни до края на годината.

## Събития
- 1497 г. – Вашко да Гама достига нос Добра надежда.
- 1906 г. – На международна конференция в Берлин е възприето съгласие сигналът SOS да бъде международен при търсене на помощ.
- 1916 г. – Американският писател Джек Лондон се самоубива.
- 1918 г. – Първата световна война: Френската армия навлиза в Страсбург.
- 1927 г. – Персия заявява контрол върху остров Бахрейн.
- 1940 г. – Втората световна война: Гръцката армия навлиза на територията на Албания.
- 1943 г. – Ливан обявява национална независимост от Франция.
- 1943 г. – Втората световна война: В Кайро започва среща между тримата световни лидери – президента на САЩ Франклин Рузвелт, министър-председателя на Великобритания Уинстън Чърчил и китайския лидер Чан Кайшъ. Срещата е известна като Каирска конференция и на нея е обсъдена стратегията за войната с Япония.
- 1943 г. – Втората световна война: Приключва Додеканезката операция.
- 1943 г. – България във Втората световна война: по наказателно дело №1541/1943 г. на гарнизонното стрелбище в София са разстреляни Александър Пеев, Емил Попов и Иван Владков
- 1946 г. – Съставено е правителство на ОФ с министър-председател Георги Димитров.
- 1963 г. – Американският президент Джон Кенеди е застрелян в Далас. Вицепрезидентът Линдън Б. Джонсън става 36-ия президент на САЩ след смъртоносното покушение.
- 1967 г. – ООН приема резолюция, която задъжава Израел да изтегли войските си от арабските територии.
- 1974 г. – Организацията за освобождение на Палестина получава статус на наблюдател в ООН.
- 1975 г. – В Испания е възстановена монархията и Хуан Карлос I става крал.
- 1977 г. – Започват редовни полети с Конкорд от Париж и Лондон до Ню Йорк.
- 1988 г. – В Палмдейл (Калифорния) е демонстриран свръхсекретния бомбардировач B-2 Spirit.
- 1990 г. – Маргарет Тачър подава оставка като министър-председател на Великобритания.
- 1993 г. – Армения въвежда нова национална валута – драм.
- 2004 г. – В Киев се провежда демонстрация на над 100 хиляди привърженици на кандидата за президент Виктор Юшченко.
- 2005 г. – Ангела Меркел става първата жена – канцлер на Германия.

## Родени
- 1602 г. – Елизабет Бурбонска, френска принцеса, кралица на Испания и Португалия като съпруга на Филип IV († 1644 г.)
- 1616 г. – Джон Уолис, английски математик († 1703 г.)
- 1710 г. – Вилхелм Фридеман Бах, германски композитор († 1784 г.)
- 1727 г. – Ерколе III д’Есте, последният херцог на Модена и Реджо († 1803 г.)
- 1819 г. – Джордж Елиът британска писателка († 1880 г.)
- 1833 г. – Добри Войников, български писател († 1878 г.)
- 1852 г. – Пол д'Естурнел, френски политик, Нобелов лауреат († 1924 г.)
- 1869 г. – Андре Жид, френски писател, Нобелов лауреат през 1947 г. († 1951 г.)
- 1873 г. – Матео Бартоли, италиански езиковед († 1946 г.)
- 1877 г. – Ендре Ади, унгарски поет († 1919 г.)
- 1881 г. – Енвер паша, турски военачалник († 1922 г.)
- 1883 г. – Сирак Скитник, български поет († 1943 г.)
- 1890 г. – Шарл дьо Гол, френски генерал и политик, президент на Франция от 1959 до 1969 г. († 1970 г.)
- 1891 г. – Едуард Бернайс, американски социолог († 1995 г.)
- 1901 г. – Хоакин Родриго, испански композитор († 1999 г.)
- 1904 г. – Луи Неел, френски физик, Нобелов лауреат († 2000 г.)
- 1910 г. – Мери Джексън, американска актриса († 2005 г.)
- 1913 г. – Асен Босев, български писател († 1997 г.)
- 1913 г. – Бенджамин Бритън, английски композитор († 1976 г.)
- 1916 г. – Васил Йончев, български художник († 1985 г.)
- 1917 г. – Андрю Хъксли, английски учен, Нобелов лауреат († 2012 г.)
- 1923 г. – Артър Хилър, канадски режисьор († 2016 г.)
- 1924 г. – Джералдин Пейдж, американска актриса († 1987 г.)
- 1930 г. – Константин Колев, български писател († 1982 г.)
- 1932 г. – Робърт Вон, американски актьор († 2016 г.)
- 1933 г. – Надя Кехлибарева, българска поетеса († 1988 г.)
- 1938 г. – Джон Дюпон, американски бизнесмен и филантроп († 2010 г.)
- 1940 г. – Тери Гилиъм, американски актьор
- 1942 г. – Руслан Хасбулатов, руски политик († 2023 г.)
- 1945 г. – Брунко Илиев, български волейболист († 2016 г.)
- 1947 г. – Невио Скала, италиански футболист и мениджър
- 1956 г. – Ричард Кайнд, американски актьор
- 1957 г. – Томас Лер, немски писател
- 1958 г. – Джейми Ли Къртис, американска актриса
- 1958 г. – Росица Вълканова, българска актриса
- 1962 г. – Виктор Пелевин, руски писател
- 1967 г. – Борис Бекер, немски тенисист
- 1967 г. – Силви Басева, българска художничка
- 1968 г. – Бену Йълдъръмлар, турска актриса
- 1968 г. – Размус Лердорф, автор на програмния език PHP
- 1969 г. – Марджане Сатрапи, иранска художничка
- 1971 г. – Витомир Вутов, български футболист
- 1976 г. – Виле Вало, финландски певец (HIM)
- 1978 г. – Велимир Иванович, сръбски футболист
- 1980 г. – Ярослав Рибаков, руски лекоатлет
- 1982 г. – Якубу Айегбени, нигерийски футболист
- 1984 г. – Скарлет Йохансон, американска актриса

## Починали
- 1318 г. – Михаил II, велик княз на Владимирско-Суздалското княжество (* 1271 г.)
- 1617 г. – Ахмед I, султан на Османската империя (* 1590 г.)
- 1774 г. – Робърт Клайв, британски офицер (* 1725 г.)
- 1906 г. – Продан Тишков – Чардафон, български революционер (* 1860 г.)
- 1907 г. – Асаф Хол, американски астронавт (* 1829 г.)
- 1916 г. – Джек Лондон, американски писател (* 1876 г.)
- 1935 г. – Тома Измирлиев, български писател (* 1895 г.)
- 1943 г. – Александър Пеев, български общественик (* 1886 г.)
- 1948 г. – Янаки Моллов, български икономист и политик (* 1882 г.)
- 1954 г. – Андрей Вишински, юрист и дипломат (* 1883 г.)
- 1959 г. – Жерар Филип, френски актьор (* 1922 г.)
- 1963 г. – Джон Кенеди, американски президент (* 1917 г.)
- 1963 г. – Клайв Стейпълс Луис, британски писател (* 1898 г.)
- 1963 г. – Олдъс Хъксли, английски писател (* 1894 г.)
- 1965 г. – Дипа Айдит, индонезийски политик (* 1894 г.)
- 1966 г. – Светослав Минков, български писател (* 1902 г.)
- 1980 г. – Мей Уест, американска актриса (* 1893 г.)
- 1981 г. – Ханс Адолф Кребс, германски лекар и биохимик, Нобелов лауреат през 1953 г. (* 1900 г.)
- 1984 г. – Евстати Стратев, български актьор (* 1934 г.)
- 1988 г. – Ерих Фрид, австрийски поет и белетрист (* 1921 г.)
- 1988 г. – Луис Бараган, мексикански архитект (* 1902 г.)
- 1993 г. – Антъни Бърджес, британски писател (* 1917 г.)
- 1996 г. – Боян Боянов, български стоматолог (* 1914 г.)
- 1996 г. – Мария Казарес, френска актриса (* 1922 г.)
- 1997 г. – Добри Жотев, български поет (* 1921 г.)
- 1997 г. – Майкъл Хъчънс, австралийски певец (* 1960 г.)
- 2000 г. – Емил Затопек, чешки лекоатлет (* 1922 г.)
- 2000 г. – Николай Генчев, професор, български историк (* 1931 г.)
- 2005 г. – Никола Дадов, български актьор (* 1921 г.)
- 2007 г. – Морис Бежар, френски балетист и хореограф (* 1927 г.)

## Празници
- Ливан – Ден на независимостта (1943 г., от Франция, национален празник)
- САЩ – Ден в памет на Джон Кенеди